# Radosław Zbierski
Radosław Zbierski (Kędzierzyn-Koźle, 14 april 1988) is een Poolse volleyballer, gespecialiseerd als buitenaanvaller en libero.

## Sportieve successen

### Club
Poolse Kampioenschap:
- 2013